# Río Tembenchi
El río Tembenchi (también transliterado como Tembenči) (en ruso: Тембенчи) es un río asiático del norte de la Siberia rusa, un afluente del río Kochecum, afluente del río Tunguska Inferior y éste, a su vez, afluente del curso inferior del río Yeniséi. Su longitud total es 571 km y su cuenca drena una superficie de 21.600 km² (mayor que países como El Salvador o Israel).
Administrativamente, el río discurre por el krai de Krasnoyarsk de la Federación de Rusia.

## Geografía
El río Tembenchi nace en la vertiente meridional de la meseta de Putorana, cerca de donde nace el río Vivi, casi 100 km al norte del círculo polar ártico. El río discurre con una dirección bastante uniforme hacia el Sureste, con un curso relativamente recto y paralelo, por el este, al del río Vivi, y, por el oeste, al del río Kochecum, drenando un valle estrecho y bastante profundo de la parte noroccidental de la meseta Central de Siberia conocida como meseta Syverma. 
El río en su curso alto atraviesa dos lagos, uno de ellos (el lago Tembenchi9, de casi 50 km de longitud, y luego pasa frente a las localidades de Burungda y Tembenchi. Desemboca por la izquierda en el curso bajo del río Kochecum, justo donde este gira hacia el Sur para abordar, por la margen derecha, el río Tunguska Inferior en su curso medio, en la localidad de Turá (5.386 hab. en 2002). Turá es la ciudad más importante del curso medio del Tunguska y también la principal ciudad de los evenki. Fue la antigua capital de Evenkía, un desaparecido okrug que en 2007 se incorporó al Krai de Krasnoyarsk. 
El río corre a través de una región remota montañosa poco habitada, con un clima muy severo, de modo que en su curso no encuentra ningún centro urbano de importancia y solamente pequeños asentamientos que se construyen sobre el suelo de permafrost. No hay vegetación, excepto musgos, líquenes y algunas hierbas.
Al igual que todos los ríos siberianos, sufre largos períodos de heladas (seis/siete meses al año, desde finales de octubre a mayo) y amplias extensiones de suelo permanecen permanentemente congeladas en profundidad.